# Пам'ятки Лебедина
У місті Лебедин Сумської області на обліку перебуває 11 пам'яток архітектури і 25 пам'яток історії

## Пам'ятки архітектури
| №  | Назва                                | Дата спорудження | Місце                             |
| -- | ------------------------------------ | ---------------- | --------------------------------- |
| 1  | Будинок земської управи              | 1910             | вул. К. Маркса, 17.               |
| 2  | Будинок міської управи               | 1913-1915        | пл. Інтернаціональна, 10.         |
| 3  | Вознесенська церква                  | 1849-1858        | пл. Свободи, 37.                  |
| 4  | Воскресенська церква                 | 1789             | вул. Кобижча, 121.                |
| 5  | Житловий будинок                     | 19 ст.           | вул. Щорса, 15.                   |
| 6  | Миколаївська церква                  | 1914             | вул. Щербакова, 1.                |
| 7  | Повітове училище                     | 1824-1903        | вул. К. Маркса,10.                |
| 8  | Покровська церква                    | 1863-1875        | вул. Покровська, 44.              |
| 9  | Садибний будинок В. Щокіна — Кротова | 1880-і           | вул. Першогвардійська, 17.        |
| 10 | Торгові ряди                         | 1847-1856        | пл. Інтернаціональна, 37, 38, 39. |
| 11 | Хірургічний корпус земської лікарні  | 1910             | вул. Першогвардійська             |

## Пам'ятки історії
| №  | Назва | Місце                                          | Охоронний номер |
| -- | --- | ---------------------------------------------- | --------------- |
| 1  | Могила Зільберніка К. О. -засновника першої в місті лікарні                                                                             | Вул. Русіянова, 57, Троїцьке кладовище         | 632             |
| 2  | Могила Зеленого С. П. — учасника Цусімської битви                                                                                       | Вул. Сумська, 60, Мироносицьке кладовище       | 1513            |
| 3  | Могила Базавлука Ю. І. — першого голови Лебединського ревкому, делегата другого Всеросійського з'їзду Рад                               | Вул. Сумська, 60, Мироносицьке кладовище       | 631             |
| 4  | Могила Грищенка Ф. І. — активного учасника встановлення радянської влади на Лебединщині                                                 | Вул. Сумська, 60, Мироносицьке кладовище       | 630             |
| 5  | Братська могила радянських воїнів, серед яких поховані Влазнєв О. Л. та Назімов К. С. — Герої Радянського Союзу                         | Вул. Сумська, 60, Мироносицьке кладовище       | 567             |
| 6  | Братська могила радянських воїнів | Вул. Шевченківська, Покровське кладовище       | 566             |
| 7  | Братська могила радянських воїнів | Урочище Губчине                                | 569             |
| 8  | Братська могила радянських воїнів та пам'ятник воїнам-землякам                                                                          | с. Куданівка, центр                            | 596             |
| 9  | Братська могила радянських воїнів та пам'ятник воїнам-землякам                                                                          | с. Токарі, центр                               | 624             |
| 10 | Група могил: братські могили (2) партизанів громадянської та Великої Вітчизняної воєн; радянських воїнів та одиночна могила — Мантурова | Вул. Першогвардійська сквер                    | 570             |
| 11 | Братська могила радянських воїнів та партизан                                                                                           | Вул. Русіянова, 57, Троїцьке кладовище         | 568             |
| 12 | Братська могила учасників громадянської війни і радянських воїнів                                                                       | Пл. Свободи, сквер                             | 571             |
| 13 | Пам'ятне місце, де пролягала перша лінія оборони, розташування командного пункту 40 Армії                                               | 8-й кілометр по автодорозі Лебедин -Михайлівка | 560             |
| 14 | Місце розстрілу підпільників | Вул. Короленка, біля лісгоспзагу               | 558             |
| 15 | Пам'ятне місце бою партизанського загону Карпова К. Г. з фашистами                                                                      | 6-й кілометр по шосе Лебедин — Михайлівка      | 559             |
| 16 | Могила Батютенка Л. П., який загинув у Афганістані                                                                                      | Вул. Сумська, 60, Мироносицьке кладовище       |                 |
| 17 | Могила Комісарової Т. П., яка загинула в Афганістані                                                                                    | Вул. Сумська, 60, Мироносицьке кладовище       |                 |
| 18 | Могила Трохименка В. О., який загинув у Афганістані                                                                                     | Вул. Русіянова, 57, Троїцьке кладовище         |                 |
| 19 | Пам'ятний знак на честь жертв голодомору                                                                                                | На розі вулиць Сумська і Вокзальна             |                 |
| 20 | Будинок, в якому зупинявся Шевченко Т. Г.                                                                                               | Вул. Першогвардійська, 4                       | 641             |
| 21 | Будинок, в якому жив Петренко М. М. — український поет                                                                                  | Вул. Щербакова, 4                              |                 |
| 22 | Будинок, в якому народився Стешенко І. Н. — український оперний артист                                                                  | Вул. Піонерська, 24                            |                 |
| 23 | Будинок, в якому жив Гордієнко К. О. — український письменник                                                                           | Вул. Будильська, 127                           |                 |
| 24 | Автомобіль ГАЗ-АА | Пров. Тракторний                               | 1825            |
| 25 | Трактор «Універсал» | Пров. Тракторний                               | 1516            |